# Payback (2017)
Payback (2017) – gala wrestlingu wyprodukowana przez federację WWE dla wrestlerów z brandu Raw. Odbyła się 30 kwietnia 2017 w SAP Center w San Jose w Kalifornii. Emisja była przeprowadzana na żywo za pośrednictwem WWE Network oraz w systemie pay-per-view. Była to piąta gala w chronologii cyklu Payback.
Na gali odbyło się osiem walk, w tym jedna podczas pre-show. W walce wieczoru Braun Strowman pokonał Romana Reignsa. Prócz tego Bray Wyatt pokonał Randy’ego Ortona w House of Horrors matchu, zaś Seth Rollins spowodował pierwszą porażkę Samoa Joe w głównym rosterze federacji. Chris Jericho zdobył WWE United States Championship poprzez pokonanie Kevina Owensa i stał się członkiem brandu SmackDown, podczas gdy Alexa Bliss zdołała pokonać Bayley i zdobyć WWE Raw Women’s Championship, wskutek czego stała się pierwszą mistrzynią kobiet obu brandów w WWE.

## Produkcja
Payback oferowało walki profesjonalnego wrestlingu z udziałem różnych wrestlerów z brandu Raw z istniejących oskryptowanych rywalizacji i storyline’ów, które są kreowane na tygodniówkach Raw oraz ekskluzywnej dla dywizji cruiserweight 205 Live. Wrestlerzy są przedstawieni jako heele (negatywni, źli zawodnicy i najczęściej wrogowie publiki) i face’owie (pozytywni, dobrzy i najczęściej ulubieńcy publiki), którzy rywalizują pomiędzy sobą w seriach walk mających budować napięcie. Kulminacją rywalizacji jest walka wrestlerska lub ich seria. Z powodu wyników „Superstar Shake-up”, na gali odbyły się dwie walki, których scenariusz był również rozpisywany na tygodniówce SmackDown Live.

### Rywalizacje
| Rola:                    | Osoba:        |
| ------------------------ | ------------- |
| Komentatorzy             | Michael Cole  |
| Komentatorzy             | Corey Graves  |
| Komentatorzy             | Booker T      |
| Konferansjerka           | JoJo          |
| Sędziowie                | Chad Patton   |
| Sędziowie                | Darrick Moore |
| Sędziowie                | John Cone     |
| Sędziowie                | Rod Zapata    |
| Przeprowadzająca wywiady | Charly Caruso |
| Panel pre-show           | Renee Young   |
| Panel pre-show           | Jerry Lawler  |
| Panel pre-show           | Sam Roberts   |

Na WrestleManii 33, Kevin Owens pokonał Chrisa Jericho i odebrał mu WWE United States Championship. Następnej nocy na tygodniówce Raw zostało ogłoszone, że zawalczą ponownie w rewanżu na gali Payback. Jericho i Seth Rollins mieli zawalczyć z Owensem i Samoa Joe w walce wieczoru odcinka, lecz na zapleczu antagoniści zaatakowali byłego mistrza. Jericho został zastąpiony przez powracającego Finna Bálora, który został kontuzjowany latem zeszłego roku. Ostatecznie Rollins i Bálor pokonali Owensa i Joe. W walce wieczoru przyszłotygodniowego Raw, Owens zawalczył z Intercontinental Championem Deanem Ambrosem, który został przeniesiony do rosteru Raw w trakcie Superstar Shake-up. Owens przegral z Ambrosem, zaś po walce został zaatakowany przez Jericho. Następnej nocy podczas SmackDown Live, Kevin Owens został przeniesiony do rosteru SmackDown. Generalny menadżer SmackDown Daniel Bryan ogłosił, że jeśli Jericho pokona Owensa na gali Payback, to Jericho zastąpi Owensa w rosterze SmackDown. Od tej pory budowano rywalizację pomiędzy nimi na odległość na osobnych show.
Podczas pre-show WrestleManii 33, Neville pokonał Austina Ariesa i obronił WWE Cruiserweight Championship. Dwa dni później na tygodniówce 205 Live, Aries ponownie stał się pretendentem do tytułu poprzez zwyciężenie Fatal 4-way matchu. 10 kwietnia na Raw ogłoszono, że rewanż odbędzie się na gali Payback. Walkę Ariesa z TJ Perkinsem komentował Neville, który odwrócił uwagę swojego rywala i spowodował porażkę Ariesa. Po walce, Aries został zaatakowany przez Perkinsa, który stał się antagonistą. 18 kwietnia podczas tygodniówki 205 Live, Aries pokonał Perkinsa, lecz po walce został zaatakowany przez duo. 24 kwietnia na Raw, Aries i Gentleman Jack Gallagher wspólnie pokonali Neville’a i Perkinsa.
Na WrestleManii 33, Randy Orton pokonał Braya Wyatta i po raz dziewiąty w karierze zdobył WWE Championship. Dwa dni później podczas tygodniówki SmackDown Live, Wyatt wyzwał Ortona do „House of Horrors” matchu; mistrz przyjął wyzwanie. Wyatt i powracający Erick Rowan przegrali z Ortonem i Lukiem Harperem w Tag Team matchu. Podczas „Superstar Shake-up” odbywającego się na Raw z 10 kwietnia, Wyatt został przeniesiony do rosteru Raw, lecz pomimo tego jego walka z Ortonem została zatwierdzona na galę Payback. Dobę później podczas SmackDown Live, Orton zawalczył z Rowanem w singlowym pojedynku. Na telebimie pojawił się Wyatt, który rozproszył Ortona, po czym Rowan zaatakował rywala stalowymi schodkami i spowodował dyskwalifikację. Przez kolejne tygodnie podczas gal Raw i SmackDown, Wyatt skupiał się na rywalizacji przy pomocy występów w filmikach emitowanych na telebimie.
Na WrestleManii 33, The Hardy Boyz Jeff i Matt Hardy> powrócili do WWE, gdzie zostali dodani do Fatal 4-way ladder matchu o WWE Raw Tag Team Championship. Bracia Hardy wygrali pojedynek oraz tytuły. Następnej nocy podczas Raw pokonali Luke’a Gallowsa i Karla Andersona w rewanżu. Tej samej nocy, Cesaro i Sheamus pokonali Enzo Amore i Big Cassa stając się nowymi pretendentami do tytułów. 10 kwietnia na Raw zatwierdzono walkę pretendentów z mistrzami na galę Payback, zaś we współpracy wspólnie pokonali Gallowsa i Andersona oraz The Shining Stars (Primo i Epico). 17 kwietnia podczas odcinka Raw, Jeff pokonał Cesaro w singlowym pojedynku, po czym obie drużyny uścisnęły dłonie w geście szacunku. Tydzień później Matt pokonał Sheamusa, lecz obie drużyny ponownie zdecydowały się na uściśnięcie dłoni.
30 stycznia podczas tygodniówki Raw zadebiutował Samoa Joe, który będąc po stronie Triple H zaatakował Setha Rollinsa. Z powodu ataku nawróciła się kontuzja kolana Rollinsa, przez którą nie występował w walkach do WrestleManii 33. Mimo tego Rollins zdołał pokonać Triple H w non-sanctioned matchu. Następnej nocy na Raw, Rollins i powracający Finn Bálor pokonali Joe i Kevina Owensa w tag-team matchu. Tydzień później podczas „Supestar Shake-up” pozostali w rosterze brandu Raw, co potwierdził nowy generalny menadżer Kurt Angle. Tuż po ogłoszeniu informacji, Rollins został zaatakowany przez Joe. 17 kwietnia podczas Raw oficjalnie ogłoszono walkę pomiędzy nimi na galę Payback. Podczas ostatniej tygodniówki Raw przed Payback, Rollins, Enzo Amore i Big Cass mieli zmierzyć się z Joe, Lukiem Gallowsem i Karlem Andersonem, lecz Gallows i Anderson zaatakowali Enzo, przez co ten został zastąpiony przez Finna Bálora. Drużyna protagonistów pokonała Joego, Gallowsa i Andersona. Dobę później ogłoszono walkę Enzo i Cassa z Gallowsem i Andersonem podczas pre-show gali Payback.
Podczas styczniowej gali Royal Rumble, w walce Owensa i Romana Reignsa o WWE Universal Championship zainterweniował Braun Strowman, który spowodował porażkę Reignsa. Reigns zrewanżował się Strowmanowi i pokonał go w pojedynku na gali Fastlane. Po WrestleManii powrócono do rywalizacji pomiędzy nimi; 10 kwietnia podczas odcinka Raw, Strowman brutalnie zaatakował Reignsa, przez co ten musiał być hospitalizowany. Przed odwiezieniem go do szpitala, Strowman przewrócił ambulans z Reignsem będącym w środku. Tydzień później generalny menadżer Kurt Angle potwierdził walkę Strowmana z Reignsem na gali Payback. Strowman zawalczył z Big Showem w walce wieczoru gali. Zakończyła się ona bez rezultatu po tym jak Strowman wykonał superplex z wysokości, co skończyło się zniszczeniem ringu. Tydzień później, Strowman zmierzył się i przegrał z Kalisto w dumpster matchu, po czym brutalnie zaatakował zamaskowanego zapaśnika, zamknął w śmietniku i wyrzucił z wysokości.
Na WrestleManii 33, Bayley obroniła Raw Women’s Championship w walce z Charlotte Flair, Sashą Banks i Nią Jax w Fatal 4-way elimination matchu. 10 kwietnia podczas tygodniówki Raw, Banks zamierzała wyzwać Bayley do walki o mistrzostwo, lecz segment został przerwany przez Alexę Bliss, która wskutek „Superstar Shake-up” została przeniesiona do rosteru brandu Raw. W międzyczasie Mickie James również została przeniesiona do brandu Raw, zaś Charlotte do brandu SmackDown. 17 kwietnia, Bliss pokonała Banks, James oraz Jax w czteroosobowej walce o miano pretendentki do tytułu Bayley na gali Payback.
10 kwietnia podczas draftu, The Miz i jego żona Maryse zostali przeniesieni do rosteru Raw. Dwa tygodnie później zostało potwierdzone, że podczas pre-show gali Payback odbędzie się segment Miz TV, którego gościem będzie Finn Bálor.

## Wyniki walk
| Nr                                                                   | Wyniki                                                                  | Stypulacje | Czas  |
| -------------------------------------------------------------------- | ----------------------------------------------------------------------- | --- | ----- |
| 1P                                                                   | Enzo Amore i Big Cass pokonali Luke’a Gallowsa i Karla Andersona        | Tag Team match                                                                                                 | 6:35  |
| 2                                                                    | Chris Jericho pokonał Kevina Owensa (c) poprzez submission              | Singles match o WWE United States Championship Jeśli Jericho wygra, zostanie przeniesiony do rosteru SmackDown | 17:55 |
| 3                                                                    | Austin Aries pokonał Neville’a (c) przez dyskwalifikację                | Singles match o WWE Cruiserweight Championship                                                                 | 11:20 |
| 4                                                                    | The Hardy Boyz (Matt Hardy i Jeff Hardy) (c) pokonali Cesaro i Sheamusa | Tag Team match o WWE Raw Tag Team Championship                                                                 | 12:45 |
| 5                                                                    | Alexa Bliss pokonała Bayley (c)                                         | Singles match o WWE Raw Women’s Championship                                                                   | 11:15 |
| 6                                                                    | Bray Wyatt pokonał Randy’ego Ortona                                     | House of Horrors match                                                                                         | 17:10 |
| 7                                                                    | Seth Rollins pokonał Samoa Joe                                          | Singles match                                                                                                  | 15:55 |
| 8                                                                    | Braun Strowman pokonał Romana Reignsa                                   | Singles match                                                                                                  | 11:50 |
| (c) – mistrz/mistrzyni przed walkąP – walka miała miejsce w pre-show |                                                                         | |       |

## Wydarzenia po gali
Po gali odbył się talk-show Raw Talk, podczas którego ukazano Romana Reignsa zabieranego do pobliskiego szpitala. Pojawił się Braun Strowman, który z rozbiegu nie trafił w rywala i ułamał drzwiczki karetki, zaś następnie został nimi zaatakowany przez Reignsa. Następnej nocy podczas tygodniówki Raw, generalny menadżer Kurt Angle ogłosił, że obaj są kontuzjowani, lecz nie zakończyli swojej rywalizacji.
Nowa posiadaczka Raw Women’s Championship pojawiła się w ringu podczas swojej koronacji w obecności rosteru kobiet. Obraziła Mickie James, Sashę Banks i Bayley, co doprowadziło do ośmioosobowego tag team matchu kobiet, który wygrała ona, Nia Jax, Emma i Alicia Fox.
Jeff Hardy podczas walki na gali Payback stracił ząb. Na Raw, Cesaro i Sheamus wytłumaczyli swój atak po walce frustracją wobec fanów, którzy „żyją przeszłością i cieszą się z braci Hardy, którzy ukradli im zwycięstwo na WrestleManii”. Bracia pojawili się na arenie i przegonili duo z ringu. Prócz tego, w singlowym pojedynku Luke Gallows pokonał Enzo Amore. Po rozmowie z The Golden Truth (Goldustem i R-Truthem), Kurt Angle ogłosił tag team turmoil o miano pretendentów do pasów tag-team na przyszłotygodniową galę Raw.
Seth Rollins powiedział w ringu, że zakończył rywalizację z Samoa Joe. Skupił uwagę na zdobyciu Universal Championship od Brocka Lesnara, lecz po chwili w ringu pojawił się Finn Bálor, który również chciał zawalczyć o ten tytuł. Pojawił się Intercontinental Champion Dean Ambrose, który skrytykował Lesnara za brak występów od początku kwietnia, a także stwierdził, że jest obecnie posiadaczem najważniejszego tytułu w brandzie Raw. The Miz stwierdził, że powinien zawalczyć o tytuł Ambrose’a. Walką wieczoru był trzyosobowy pojedynek pomiędzy Mizem, Bálorem i Rollinsem o miano pretendenta do tytułu Ambrose’a. Po interwencjach Joego atakującego Rollinsa i Braya Wyatta atakującego Bálora, Miz wygrał pojedynek i stał się pretendentem.
WWE Cruiserweight Champion Neville i TJ Perkins (występujący już jako TJP) kontynuowali rywalizację z Austinem Ariesem. Pokonał on TJP-ego podczas tygodniówki Raw, lecz TJP zaatakował zwycięzcę po walce i próbował go skontuzjować.
Podczas tygodniówki SmackDown Live z 2 maja, Kevin Owens pokonał Chrisa Jericho w rewanżu i odzyskał United States Championship. Po walce brutalnie go zaatakował, co stanowiło wypisanie Jericho z najbliższych scenariuszy i umożliwienie przejścia na przerwę i występów na trasie koncertowej z zespołem Fozzy.